# 大众安徽
大众汽车（安徽）有限公司是江淮汽车与大众汽车于2017年成立的合资企业，总部位于安徽合肥。

## 历史
公司成立之初名为江淮大众汽车有限公司。2020年，大众汽车增持江淮大众股份至75%并取得该公司管理权，成为大众首个在中国大陆拥有完全控制权的子公司。公司随后更名为大众汽车（安徽）有限公司。
2023年5月，大众宣布向大众安徽追加投资231亿元人民币（33亿美元），其中投资141亿元人民币用于建设研发中心，投资近91亿元人民币用于建设合肥生产基地一期工程。

## 产品

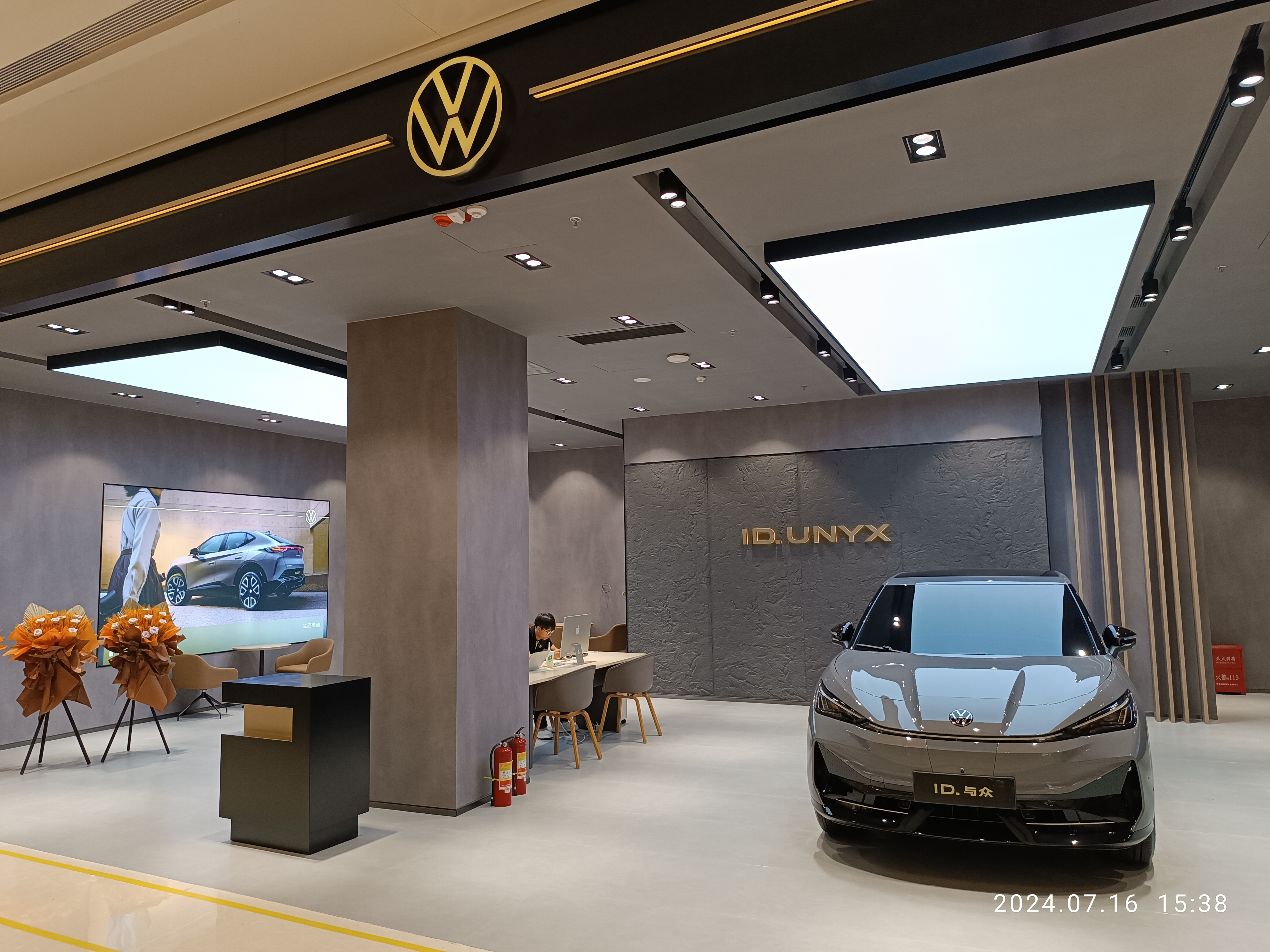
深圳市的一家ID.与众门店

大众安徽MEB工厂于2021年动工。其基于原江淮汽车厂房改扩建而来，为大众集团在中国的第三间MEB平台工厂。其首款量产车型为通过西亚特销售的Cupra Tavascan，于2023年开始量产并向欧洲出口。
2024年，基于Cupra Tavascan开发的ID.与众（ID.UNYX）在中国大陆上市。ID.与众及后续针对中国大陆市场的新车型将使用金色VW徽标，以与另两家大众合资公司的产品区分。大众安徽计划推出更多基于MEB平台，及针对中国入门级电动车开发的CMP平台车型。

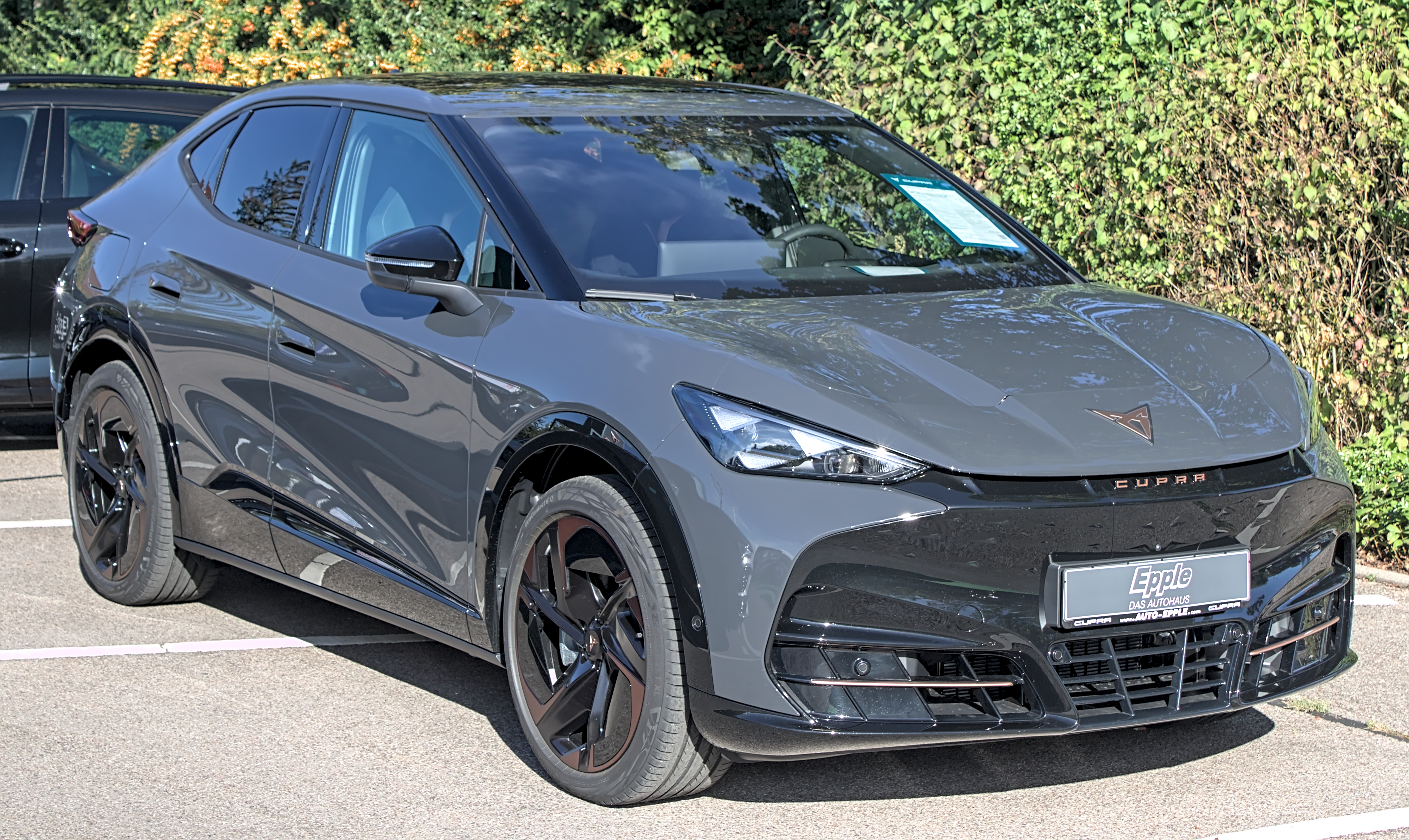
Cupra Tavascan
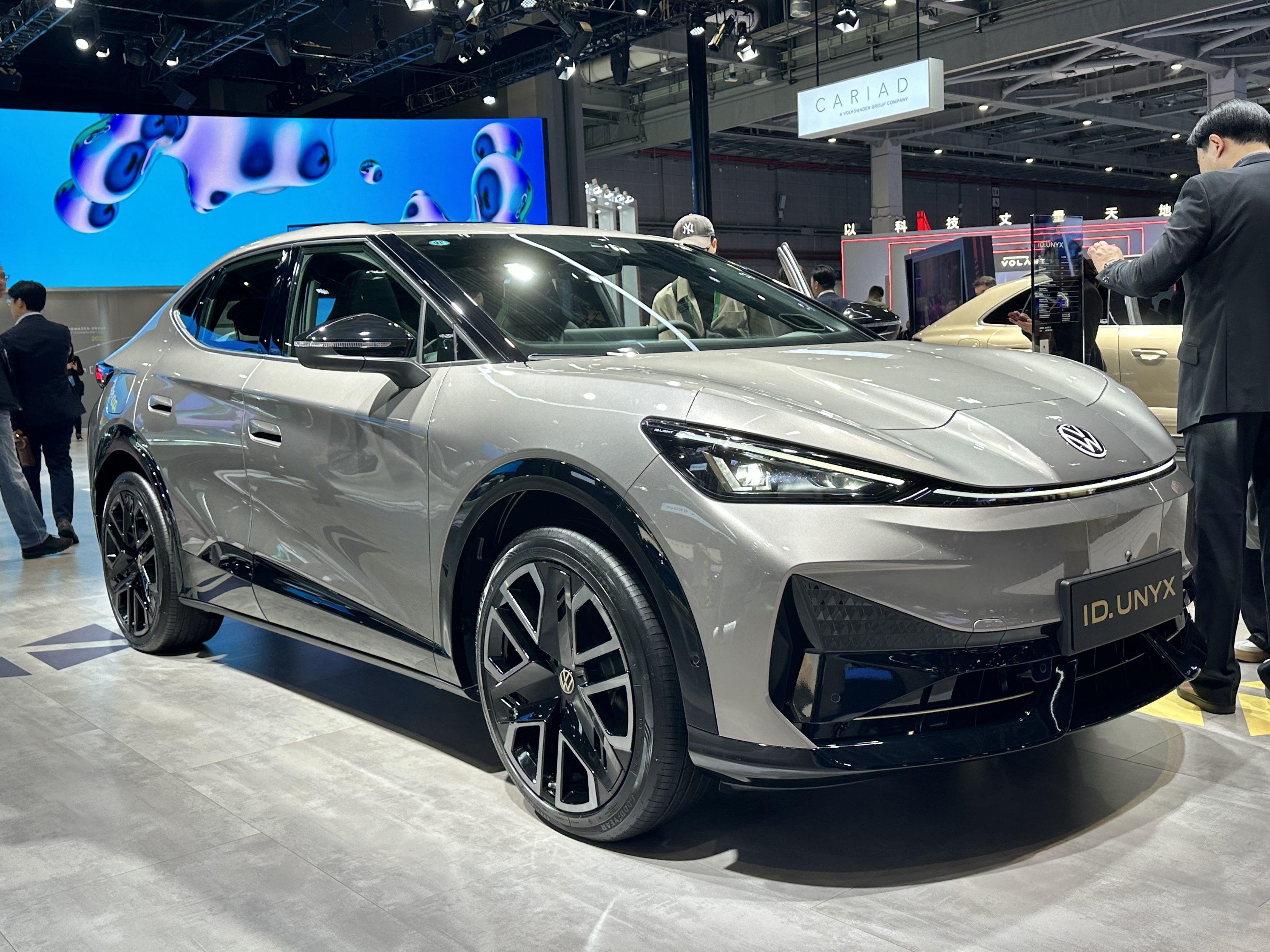
ID.与众